# Irak op de Paralympische Zomerspelen 2020
Irak was een van de landen die deelnam aan de Paralympische Zomerspelen 2020 in Tokio, Japan.

## Medailleoverzicht
| Atletiek    | Garrah Tnaiash    | Kogelstoten, F40 (m) | Zilver |  |  |
| Bankdrukken | Faris Al-Ajeeli   | +107 kg (m)          | Zilver |  |  |
|             |                   |                      |        |  |  |
| Atletiek    | Wildan Nukhailawi | Speerwerpen, F41 (m) | Brons  |  |  |

## Deelnemers en resultaten
(m) = mannen, (v) = vrouwen, (g) = gemengd 

### Atletiek

#### Baanonderdelen
| Atleet         | Onderdeel      | Series              | Series              | Finale    | Finale |
| Atleet         | Onderdeel      | Resultaat           | Rang                | Resultaat | Rang   |
| -------------- | -------------- | ------------------- | ------------------- | --------- | ------ |
| Ali Al-Rikabi  | 400 m, T38 (m) | 0:53.27             | 4e                  | 0:50.90   | 4e     |
|                |                |                     |                     |           |        |
| Fatimah Suwaed | 100 m, T35 (v) | 0:15.61             | 4e                  | 0:15.39   | 6e     |
| Fatimah Suwaed | 200 m, T35 (v) | Niet van toepassing | Niet van toepassing | 0:32.79   | 5e     |

#### Veldonderdelen
| Paralympiër       | Onderdeel            | Resultaat | Prestatie |
| ----------------- | -------------------- | --------- | --------- |
| Kovan Abdulraheem | Speerwerpen, F41 (m) | 6e        | 37.19     |
| Hussein Khafaji   | Speerwerpen, F34 (m) | 6e        | 32.32     |
| Ahmed Naas        | Speerwerpen, F41 (m) | 5e        | 37.51     |
| Wildan Nukhailawi | Speerwerpen, F41 (m) | Brons     | 41.39     |
| Garrah Tnaiash    | Kogelstoten, F40 (m) | Zilver    | 11.15     |

### Bankdrukken
| Paralympiër     | Onderdeel   | Resultaat           | Prestatie           |
| --------------- | ----------- | ------------------- | ------------------- |
| Faris Al-Ajeeli | +107 kg (m) | Brons               | 228.0               |
| Ali Al-Darraji  | -54 kg (m)  | 7e                  | 137.0               |
| Rasool Mohsin   | -72 kg (m)  | Geen geldige poging | Geen geldige poging |
| Abbas Naisan    | -107 kg (m) | 7e                  | 200.0               |
|                 |             |                     |                     |
| Huda Ali        | +86 kg (v)  | 8e                  | 90.0                |
| Hanan Al-Majidi | -86 kg (v)  | Geen geldige poging | Geen geldige poging |

### Boogschieten
| Paralympiër       | Onderdeel                      | Kwalificatie | Kwalificatie | 1e ronde                        | 2e ronde                             | 3e ronde             | Kwartfinale          | Halve finale         | (troost)Finale       | Rang |
| Paralympiër       | Onderdeel                      | Score        | Positie      | Tegenstander Uitslag            | Tegenstander Uitslag                 | Tegenstander Uitslag | Tegenstander Uitslag | Tegenstander Uitslag | Tegenstander Uitslag | Rang |
| ----------------- | ------------------------------ | ------------ | ------------ | ------------------------------- | ------------------------------------ | -------------------- | -------------------- | -------------------- | -------------------- | ---- |
| Sulaiman Sulaiman | Individueel, compound open (m) | 650          | 35e          | HKG Ngai Ka Chuen V met 138-140 | Uitgeschakeld                        | Uitgeschakeld        | Uitgeschakeld        | Uitgeschakeld        | Uitgeschakeld        | 33e  |
|                   |                                |              |              |                                 |                                      |                      |                      |                      |                      |      |
| Zaman Al-Saedi    | Individueel, recurve open (v)  | 554          | 16e          | Niet van toepassing             | UKR Roksolana Dzoba-Balian V met 6-4 | Uitgeschakeld        | Uitgeschakeld        | Uitgeschakeld        | Uitgeschakeld        | 17e  |

### Schermen
| Paralympiër                                           | Onderdeel                           | Resultaat | Prestatie |
| ----------------------------------------------------- | ----------------------------------- | --------- | --- |
| Ammar Ali                                             | Degen individueel, categorie B (m)  | 5e        | Groep A V van GBR Dimitri Coutya met 2-5 W van UKR Anton Datsko met 5-2 W van FRA Yohan Peter met 5-0 W van JPN Michinobu Fujita met 5-3 V van RPC Alexander Kuzyukov met 2-5 W van CAN Pierre Mainville met 5-2 Kwartfinale: V van BRA Jovane Silva Guissone met 10-15                                        |
| Ammar Ali                                             | Sabel individueel, categorie B (m)  | 13e       | Groep A V van POL Adrian Castro met 2-4 V van BLR Andrei Pranevich met 2-5 V van RPC Albert Kamalov met 0-5 |
| Zainulabdeen Al-Madhkhoori                            | Degen individueel, categorie A (m)  | 5e        | Groep B V van ITA Emanuele Lambertini met 1-5 W van GER Maurice Schmidt met 5-2 V van CHN Tian Jianquan met 2-5 W van TUR Hakan Akkaya met 5-3 V van RPC Maxim Shaburov met 4-5 W van CAN Ryan Rousell met 5-1 1/8e finale: W van GER Maurice Schmidt met 15-13 Kwartfinale: V van RPC Maxim Shaburov met 7-15 |
| Zainulabdeen Al-Madhkhoori                            | Floret individueel, categorie A (m) | 13e       | Groep B V van HUN Richard Osvath met 1-5 V van TUR Hakan Akkaya met 2-5 V van RPC Nikita Nagaev met 2-5 V van ITA Matteo Betti met 1-5 |
| Ammar Ali Zainulabdeen Al-Madhkhoori Hayder Al-Ogaili | Degen, team (m)                     | 5e        | Groep A V van China met 38-45 V van Russisch Paralympisch Comité met 29-45 W van Italië met 45-42 |

### Tafeltennis
| Paralympiër      | Onderdeel         | Groepsfase                  | Groepsfase               | Groepsfase           | Positie | Finalefase           | Finalefase           | Finalefase           | Finalefase           | Plaats |
| Paralympiër      | Onderdeel         | Wedstrijd I                 | Wedstrijd II             | Wedstrijd III        | Positie | 1/8e finale          | Kwartfinale          | Halve finale         | Finale               | Plaats |
| Paralympiër      | Onderdeel         | Tegenstander Uitslag        | Tegenstander Uitslag     | Tegenstander Uitslag | Positie | Tegenstander Uitslag | Tegenstander Uitslag | Tegenstander Uitslag | Tegenstander Uitslag | Plaats |
| ---------------- | ----------------- | --------------------------- | ------------------------ | -------------------- | ------- | -------------------- | -------------------- | -------------------- | -------------------- | ------ |
| Najlah Aldayyeni | Enkelspel, C6 (v) | RPC Maliak Alieva V met 1-3 | KOR Lee Kunwoo V met 1-3 | Niet van toepassing  | 3e      | Niet gekwalificeerd  | Niet gekwalificeerd  | Niet gekwalificeerd  | Niet gekwalificeerd  | 7e     |

Afghanistan · 
Algerije · 
Amerikaanse Maagdeneilanden · 
Angola · 
Argentinië · 
Armenië · 
Aruba · 
Australië · 
Azerbeidzjan · 
Bahrein · 
Barbados · 
Belarus · 
België · 
Benin · 
Bermuda · 
Bosnië en Herzegovina · 
Botswana · 
Brazilië · 
Bulgarije · 
Burkina Faso · 
Burundi · 
Cambodja · 
Canada · 
Centraal-Afrikaanse Republiek · 
Chili · 
China · 
Chinees Taipei · 
Colombia · 
Congo-Brazzaville · 
Congo-Kinshasa · 
Costa Rica · 
Cuba · 
Cyprus · 
Denemarken · 
Dominicaanse Republiek · 
Duitsland · 
Ecuador · 
Egypte · 
El Salvador · 
Estland · 
Ethiopië · 
Faeröer · 
Fiji · 
Filipijnen · 
Finland · 
Frankrijk · 
Gabon · 
Gambia · 
Georgië · 
Ghana · 
Griekenland · 
Groot-Brittannië · 
Guatemala · 
Guinee · 
Guinee‑Bissau · 
Haïti · 
Honduras · 
Hongarije · 
Hongkong · 
Ierland · 
IJsland · 
India · 
Indonesië · 
Irak · 
Iran · 
Israël · 
Italië · 
Ivoorkust · 
Jamaica · 
Japan · 
Jordanië · 
Kaapverdië · 
Kameroen · 
Kazachstan · 
Kenia · 
Kirgizië · 
Koeweit · 
Kroatië · 
Laos · 
Lesotho · 
Letland · 
Libanon · 
Liberia · 
Libië · 
Litouwen · 
Luxemburg · 
Madagaskar · 
Maleisië · 
Mali · 
Malta · 
Marokko · 
Mauritius · 
Mexico · 
Moldavië · 
Mongolië · 
Montenegro · 
Mozambique · 
Namibië · 
Nederland · 
Nepal · 
Nicaragua · 
Nieuw-Zeeland · 
Niger · 
Nigeria · 
Noord-Macedonië · 
Noorwegen · 
Oeganda · 
Oekraïne · 
Oezbekistan · 
Oman · 
Oostenrijk · 
Pakistan · 
Palestina · 
Panama · 
Papoea-Nieuw-Guinea · 
Peru · 
Polen · 
Portugal · 
Puerto Rico · 
Qatar · 
Roemenië · 
Russisch Paralympisch Comité ·
Rwanda · 
Saint Vincent en Grenadines · 
Samoa · 
Saoedi-Arabië · 
Sao Tomé en Principe · 
Senegal · 
Servië · 
Seychellen · 
Sierra Leone · 
Singapore · 
Slovenië · 
Slowakije · 
Somalië · 
Spanje · 
Sri Lanka · 
Syrië · 
Tadzjikistan · 
Tanzania · 
Thailand · 
Togo · 
Tonga · 
Trinidad en Tobago · 
Tsjechië · 
Tunesië · 
Turkije · 
Turkmenistan · 
Uruguay · 
Venezuela · 
Verenigde Arabische Emiraten · 
Verenigde Staten · 
Vietnam · 
Zimbabwe · 
Zuid-Afrika · 
Zuid-Korea · 
Zweden · 
Zwitserland
Paralympisch Vluchtelingen Team